# Sommer-Paralympics 2024/Teilnehmer (Grenada)
| stlisierte Goldmedaille | stlisierte Silbermedaille | stlisierte Bronzemedaille |
| ----------------------- | ------------------------- | ------------------------- |
| —                       | —                         | —                         |

Grenada entsandte einen Athleten und eine Athletin zu den Paralympischen Sommerspielen 2024 in Paris. Als Fahnenträger bei der Eröffnungsfeier wurden Tyler Smith und Ishona Charles ausgewählt.

## Teilnehmer nach Sportart

### Leichtathletik
| Athleten       | Klassifizierung | Wettbewerb(e) | Zeit/Weite | Rang |
| -------------- | --------------- | ------------- | ---------- | ---- |
| Frauen         |                 |               |            |      |
| Ishona Charles | F46             | Kugelstoßen   | 9,30 m     | 14   |
| Ishona Charles | F46             | Speerwurf     | 30,66 m    | 11   |
| Männer         |                 |               |            |      |
| Tyler Smith    | F63             | Kugelstoßen   |            |      |